# 250-я бригада ПВО

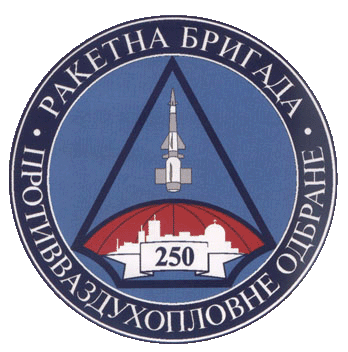
Эмблема 250-й бригады Военно-воздушных сил и войск ПВО СРЮ

250-я ракетная бригада ПВО (серб. 250. ракетна бригада ПВД) — бригада противовоздушной обороны в составе ВВС и ПВО Сербии, образованная в 1962 году как полк и преобразованная в 2007 году в бригаду. В составе бригады находятся пять дивизионов ПВО, из которых два — ракетные дивизионы, три — самоходные ракетные дивизионы. Штаб бригады находится в казарме «Баница» (серб. Бањица) в Белграде, а остальные подразделения на девяти различных локациях.

## История
Формально образована 24 ноября 1962 года как 250-й ракетный полк ПВО (серб. 250. ракетни пук ПВО). Ежегодно этот день отмечается как день бригады. В текущем виде образована 26 апреля 2007 года в ходе реорганизации сербской армии.

## Структура
250-я бригада ПВО включает в себя:
- Штаб
- Штабную батарею
- 1-й ракетный дивизион ПВО
- 2-й ракетный дивизион ПВО
- 230-й самоходный ракетный дивизион ПВО
- 240-й самоходный ракетный дивизион ПВО
- 310-й самоходный ракетный дивизион ПВО

## Задачи
250-я бригада ПВО предназначена для противовоздушной обороны городов и армейских подразделений от воздушной разведки и действий из воздушного пространства. Бригада способна выполнять поставленные задачи как самостоятельно, так и в содействии с истребительной авиацией и подразделениями радиолокационного наблюдения. Основные задачи бригады:
- противовоздушная оборона
- оборона воздушного пространства
- реакция на инциденты в воздушном пространстве
- участие в международном военном сотрудничестве
- борьба с терроризмом в воздушном пространстве
- поддержание боевой готовности

## Вооружение
Ракетные дивизионы бригады оснащены системами С-125М1Т «Нева», а самоходные ракетные дивизионы — системами 2К12 «Куб». Помимо них подразделения бригады оснащены ПЗРК Стрела-2М. Собственными силами Сербия провела модернизацию комплексов С-125М1Т. Планируется модернизация комплексов 2К12.

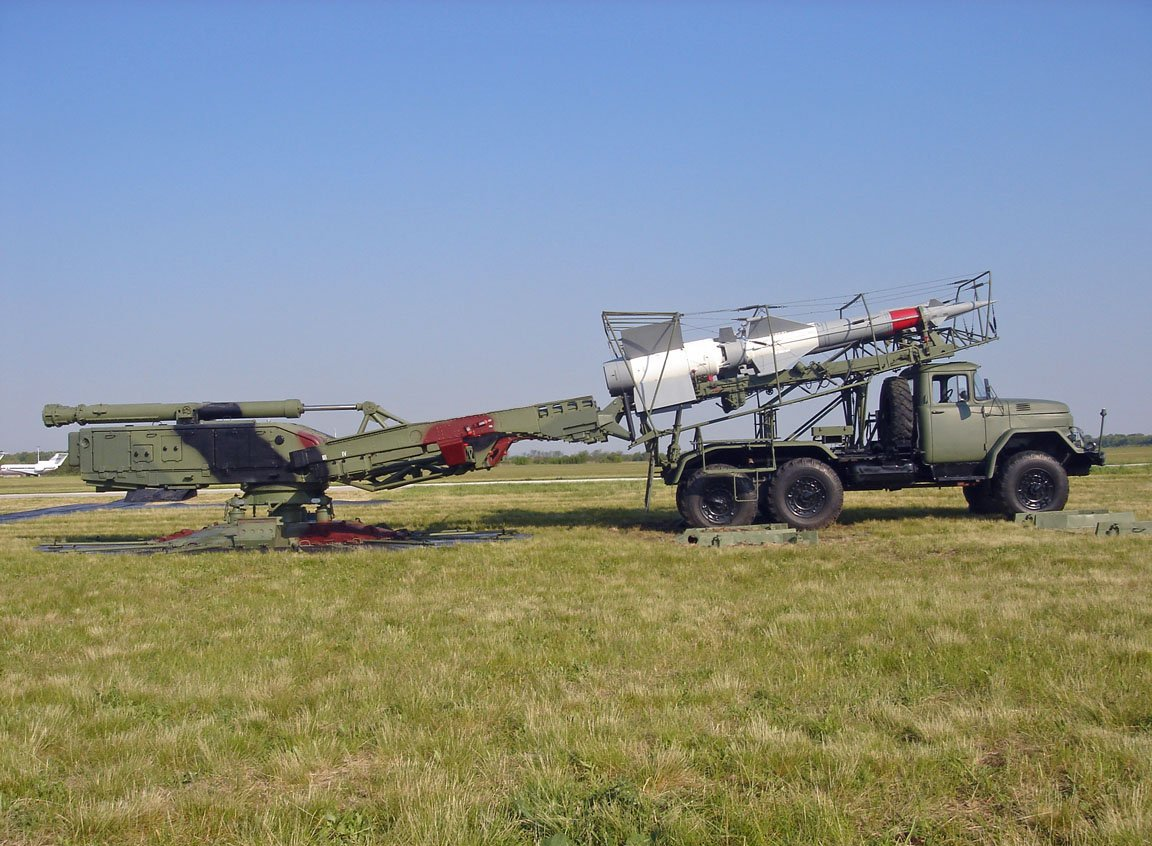
С-125М1Т «Нева»
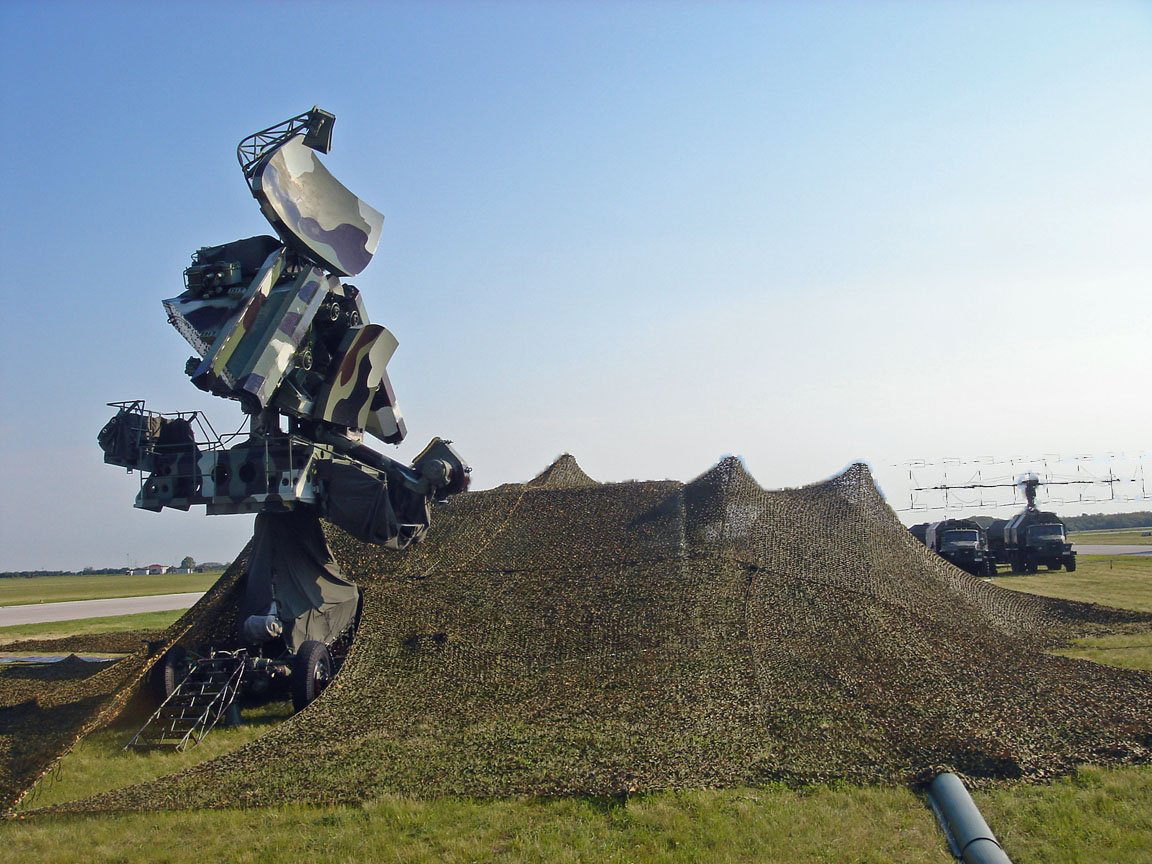
С-125М1Т «Нева»
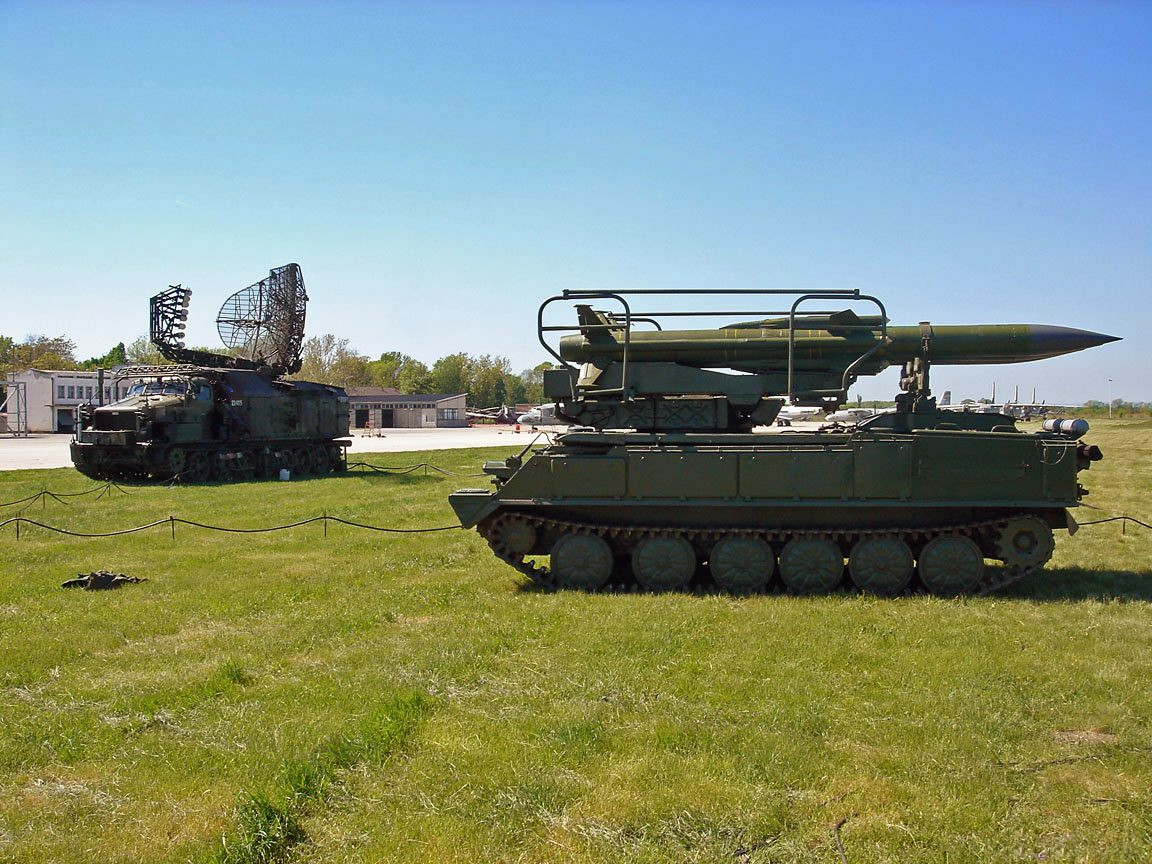
2К12 «Куб»
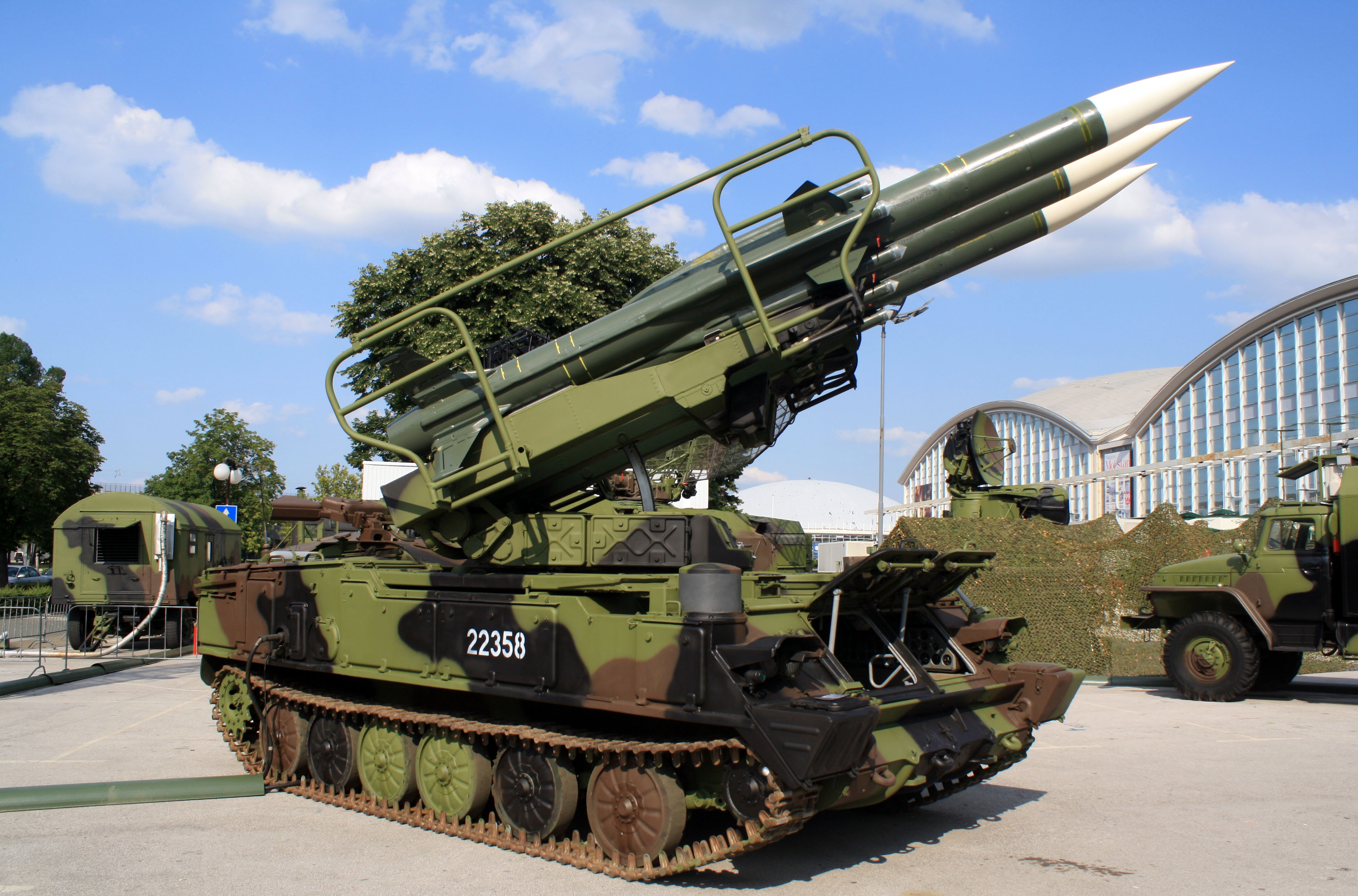
2К12 «Куб»

## Зенитные действия 1999 года
На основе данных служебных рабочих журналов и военного дневника «Смена», заместителя командира 3-го ракетного дивизиона подполковник Джордже Аничича, в мае-июле 2016 года была составлена карта боевого пути третьего ракетного дивизиона противовоздушной обороны (3 рд ПВО) в период с 24 марта по 10 июня 1999 года, с обозначением всех боевых позиций (всего 23), последовательности перемещения и эпизодов боевых действий подразделения.
Служивший в 3-м ракетном дивизионе 250-й бригады полковник Золтан Дани 27 марта 1999 года сбил американский малозаметный бомбардировщик F-117A с помощью ракеты, выпущенной из ЗРК С-125. 2 мая та же бригада сбила американский истребитель F-16. В ходе войны бригада потеряла 28 человек убитыми.
31 декабря 1999 года 250-я ракетная бригада ПВО была награждена орденом Народного героя Югославии, став одним из последних кавалеров этого югославского ордена.

## Командиры 250-го полка / 250-й бригады
- Стеван Роглич[серб.]
- Милойко Апостолович (серб. Милојко Апостоловић)
- Миленко Милович (серб. Миљенко Миловић)
- Милош Пеич (серб. Милош Пеић)
- Радомир Секулич (серб. Радомир Секулић)
- Младен Каранович (серб. Младен Карановић)
- Мирослав Лазович (серб. Мирослав Лазовић)
- Драган Станкович (серб. Драган Станковић)
- Йовица Драганич[серб.]
- Станко Василевич (серб. Станко Васиљевић)
- Миодраг Гордич (серб. Миодраг Гордић)
- бригадный генерал Душко Жаркович[серб.][5]
- Саша Миленкович (серб. Сава Миленковић)
- бригадный генерал Милан Попович[серб.] (2016—2018)
- генерал-подполковник Тиосав Янкович (2018[6]—2023)[7]
- бригадный генерал Новица Гогич (с 4 апреля 2024[8][9], формально назначен 6 июля 2023 года; ранее — заместитель командира бригады)[7]

## Награды
- Народный Герой Югославии (31 декабря 1999)
- Золотая медаль «За заслуги» (2015)
- Орден Белого орла с мечами III степени (2022)[4]